# کاوازاکی ۳۴۰
کاوازاکی ۳۴۰ (به انگلیسی: Kawasaki 340) یک موتور هواگرد ساختِ کارخانهٔ صنایع سنگین کاوازاکی در کشور ژاپن است که در دههٔ ۱۹۸۰ ساخته شد.